# Steven Mnuchin
Steven Terner Mnuchin (New York, 1962. december 21. –) amerikai bankár, közgazdász, producer, republikánus párti politikus, pénzügyminiszter (2017-től 2021-ig).

## Élete
1962-ben született New Yorkban. Dédapja Oroszországból Belgiumba emigrált gyémántkereskedő volt, aki 1916-ban az Egyesült Államokba hajózott. Apja a Yale Egyetem végzett, majd 1957-ben a Goldman Sachs brókerháznál kezdett, ahol a részvénykereskedelem irányítói posztjáról ment nyugdíjba (1990). Mnuchin a Yale-en közgazdaságtant tanult, közben az egyetemi lap kiadója és a Skull and Bones (Koponya és Csontok) diáktársaság tagja volt. Frissen diplomázva (1985) a Goldman Sachs befektetési banknál helyezkedett el, kötvényekkel és jelzálogpiaci értékpapírokkal foglalkozott. 1994-ben lett partner, és amikor a brókerház tőzsdére ment ő is multimilliomos lett. A céget 2002-ben hagyta ott, és kis idő múlva Soros Györgynek dolgozott.
A 2008-as gazdasági világválság idején megvásárolta a bajba jutott IndyMac bankot, amelyet tovább adott OneWestBank néven, de előtte több ezer adóst kilakoltattak az ingatlanukból. Mnuchint beperelték a kilakoltatott adósok, és Los Angeles-i háza előtt tüntetéseket tartottak. A kockázati tőkealapkezelő vállalata révén bejáratos lett Hollywoodba, itt olyan filmeknél producerkedett mint az Avatar vagy a Mad Max.
Donald Trump 2016 májusában felkérte kampánya pénzügyi igazgatójának, majd egy évvel később pénzügyminiszternek. Beiktatására 2017. február 13-án került sor, miután a szenátus bizalmat szavazott neki.